# Lech Stefaniak
Lech Stefaniak (ur. 24 września 1954 w Mokrsku) – generał dywizji Wojska Polskiego, od 2012 do 28 lutego 2014 ambasador nadzwyczajny i pełnomocny RP w Republice Iraku.

## Życiorys
W latach 1973–1977 był podchorążym Wyższej Szkoły Oficerskiej Wojsk Pancernych im. Stefana Czarnieckiego w Poznaniu. 28 sierpnia 1977 roku został promowany przez gen. broni Eugeniusza Molczyka do stopnia podporucznika. W październiku 1977 roku został przydzielony do 68 Pułku Czołgów Średnich w Budowie i wyznaczony na stanowisko dowódcy plutonu czołgów. W 1978 roku został dowódcą kompanii czołgów w macierzystym pułku. W latach 1982–1985 był słuchaczem Akademii Wojsk Pancernych im. marszałka Rodiona Malinowskiego w Moskwie. Po ukończeniu studiów i uzyskaniu tytułu oficera dyplomowanego został wyznaczony na stanowisko zastępcy dowódcy do spraw liniowych, a następnie szefa sztabu - zastępcy dowódcy 28 Pułku Czołgów Średnich w Czarnem.
W 1987 został dowódcą 60 Pułku Czołgów Średnich w Elblągu, a dwa lata później objął dowództwo 1 Pułku Czołgów, zaś w 1990 został dowódcą 100 Pułku Zmechanizowanego w Elblągu. We wrześniu 1991 roku został szefem sztabu - zastępcą dowódcy 16 Pomorskiej Dywizji Zmechanizowanej w Elblągu. W latach 1994–1996 był słuchaczem Wojskowej Akademii Sztabu Generalnego Sił Zbrojnych Federacji Rosyjskiej w Moskwie. Po ukończeniu studiów został mianowany dowódcą 15 Dywizji Zmechanizowanej w Olsztynie.
W kwietniu 2001 roku został dowódcą 16 Pomorskiej Dywizji Zmechanizowanej. 15 sierpnia 2001 roku Prezydent RP, Aleksander Kwaśniewski wręczył mu nominację na stopień generała brygady. Następnie został Zastępcą Szefa Zarządu Planowania Strategicznego P5 w Sztabie Generalnym w Warszawie. 15 stycznia 2004 roku otrzymał stopień generała dywizji. Następnie awansował na szefa Generalnego Zarządu Planowania Stategicznego P5 w Sztabie Generalnym Wojska Polskiego. Później pracował jako radca-koordynator w Ministerstwie Obrony Narodowej. W 2007 odszedł do rezerwy.
15 lutego 2012 roku sejmowa komisja spraw zagranicznych pozytywnie zaopiniowała jego kandydaturę na stanowisko ambasadora w Iraku. Nominację otrzymał 10 października 2012 roku. W lutym 2013 w pobliżu samochodu, którym jechał ambasador, w odległości około 30 kilometrów na południe od Kirkuku, wybuchła mina. Samochód ambasadora został poważnie uszkodzony. Władze irackie wyjaśniają, czy był to zamach na ambasadora Stefaniaka czy też przypadkowa eksplozja.